# HD 138803
HD 138803，又名BD+17 2880，SAO 101618、HR 5783，是一颗恒星，视星等为6.45，位于銀經26.64，銀緯51.26，其B1900.0坐标为赤經15h 29m 18.8s，赤緯+17° 51.26′ 29″。

## 特性
光谱分类：F3III

## 自行 (μ)
- 赤经：-21 mas/yr
- 赤纬：- mas/yr

## 其他命名
BD+17 2880，SAO 101618，HD 138803，HR 5783 